# 杰米尔·萨穆埃尔
杰米尔·萨穆埃尔（荷蘭語：Jamile Samuel，1992年4月24日—）是一名专长于100米赛跑和200米赛跑的荷兰女子田径短跑运动员。她曾参加2012年伦敦奥运和2016年里约奥运，最好名次是2012年伦敦奥运女子4×100米接力的第6名。